# Youtuber

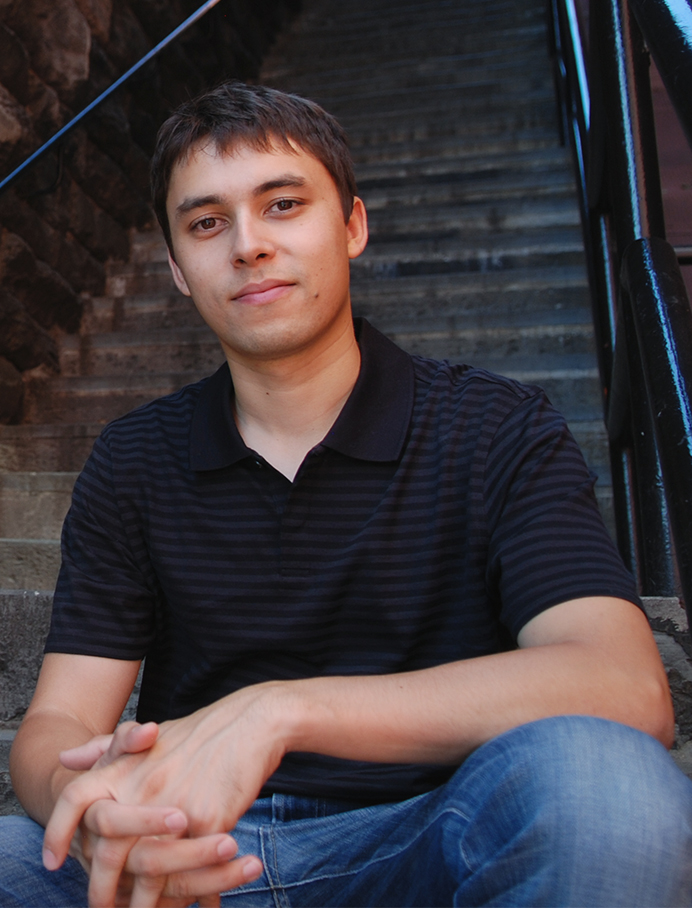
Jawed Karim, a YouTube társalapítója hozta létre az első csatornát Jawed néven 2005. április 23-án.

A youtuber (ˈjuːtjuːbə kiejtéseⓘ) megnevezés olyan személyekre vonatkozik, akik YouTube-csatornájukon keresztül rendszeresen osztanak meg saját gyártású videókat.

## Ismérvei
Abban különbözik egy „egyszerű” tartalomkezelőtől, hogy saját tartalmat készít, és nem mások anyagait menedzseli. Ezzel saját közönséget épít és tart fent. Néhány YouTube-személyiségnek van vállalati szponzora is, akik fizetnek a termékmegjelenítésért klipjeikben vagy online videók készítésében. Ilyenkor nem direkt módon a termék értékesítésére buzdítanak, hanem inkább imázsépítést vár el a szponzor a youtubertől. Ennek során azt veszik figyelembe, hogy a nézők legnagyobb része még nem igazán fizetőképes kereslet, még csak 10-25 évesek, akiket a márkák inkább hosszú távon akarnak behúzni.
A youtuber az úgynevezett influenszerek közé tartozik. Ez a Z generáció egyik álomszakmája, amelyben – elsősorban a nézettségen alapuló reklámbevételek révén – világszerte, így Magyarországon is, jelentős pénzkereseti lehetőség áll, amelyhez széleskörű ismertség társul. Ismertségük vetekszik a televízió képernyőjén szereplő sztárokéval, véleményükre százezrek kíváncsiak, főként a 16–25 éves korosztályban. A közösségi média hirdetési piaca 2017-ben már Magyarországon is milliárdos piac volt, és ennek a pénznek „jókora része olyan self-made netes sztárokhoz vándorol, akikről az emberek 25-30 év fölötti része még sohasem hallott, és nem is érti, hogy mi bennük az érdekes”.
Míg a hagyományos tömegmédia korszakában, egy adott korosztályban csak 15-20 olyan híres énekes vagy előadóművész volt, akit többen ismertek, az online tartalomelőállítás korában a rajongás olyan hétköznapi fiatalokra irányul, akik jellemzően a saját korosztályuk tagjai. „A hagyományos sztárokhoz, celebekhez képest, ebben a környezetben sokkal nagyobb a bizalom és az intimitás az ismert ember és a követő, rajongó között. Ennek alapvetően az az oka, hogy a fiatalok interaktív felületeken lépnek kapcsolatba az influencerekkel, ahol könnyedén kialakul egyfajta kötődés, a közelség érzete, hiszen látják az illető arcát, hallják a hangját, párbeszédet kezdeményezhetnek vele. Egy olyan sajátos interakció jöhet létre, ami korábban, a technikai lehetőségek hiányában, nem is létezhetett.”

## Története
A youtuber természetszerűleg a YouTube videomegosztó 2005-ös bevezetése után jelenhetett meg, amikor 2005 októberében bejelentették a YouTube-csatornák indítását, és az arra való jelentkezés (követés) lehetőségét. Az első YouTube-csatornát Jawed néven Jawed Karim, a platform társalapítója hozta létre 2005. április 23-án (PDT időzóna szerint). Ő töltötte fel az első YouTube-videóblogot Me at the zoo címmel még aznap.
2015 októberére már 17 000 olyan csatorna volt a platformon, amely több mint 100 000 feliratkozóval bírt, és 1500 csatornának egymilliónál is több feliratkozója volt. 2019 januárjában már csak Amerikában 44 000 olyan YouTube-csatorna létezett, amelynek 250 000-nél több követője volt.
2017-ben a Forbes magazin előre meghatározott módszertan alapján összeállította a legértékesebb magyar youtuberek listáját. Ezen a listán olyan nevek szerepelnek, akik már márkának minősülnek. Első helyen a The VR, második helyen Dancsó Péter, a harmadik helyen Pamkutya végzett. Őket sorrendben Magyarósi Csaba, Csecse Attila, Viszkok Fruzsina, Follow Anna, RoyalSzabi, Szirmai Gergely és Nessaj követte. 2021 júliusában egymillió feletti feliratkozóval három csatorna rendelkezett: a R3D ONE tánciskola csatornája, a Pamkutya és a Videómánia (Dancsó Péter csatornája).

## Típusai

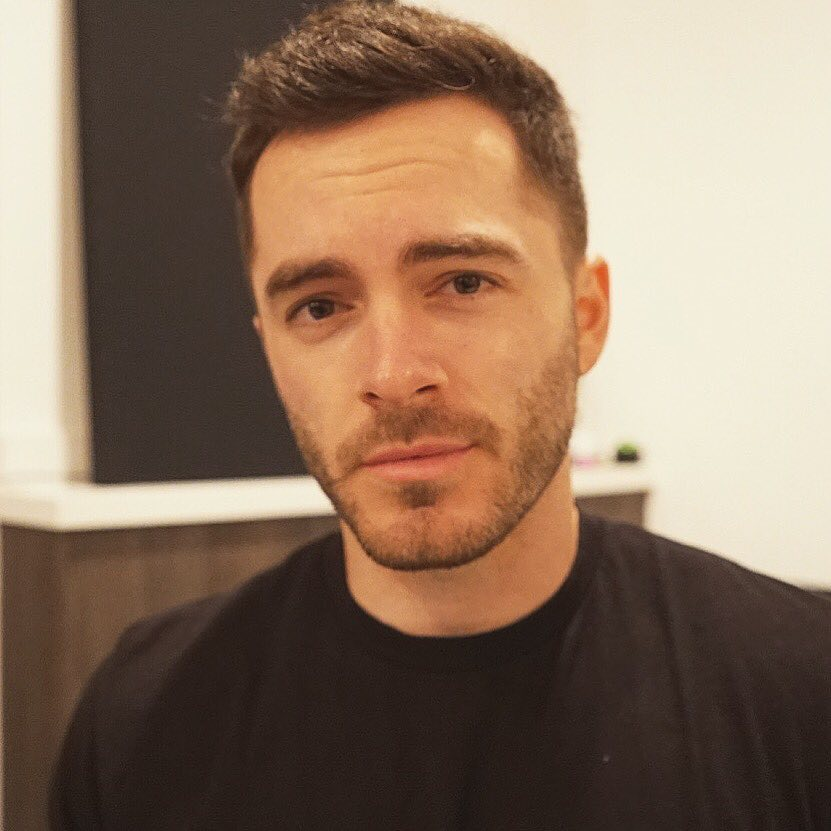
Jordan Maron, Minecraft-youtuber

Li Ce-csi, kínai vlogger, aki a kínai vidéki életet mutatja be, gasztrovideókat és kézműves videókat is készít

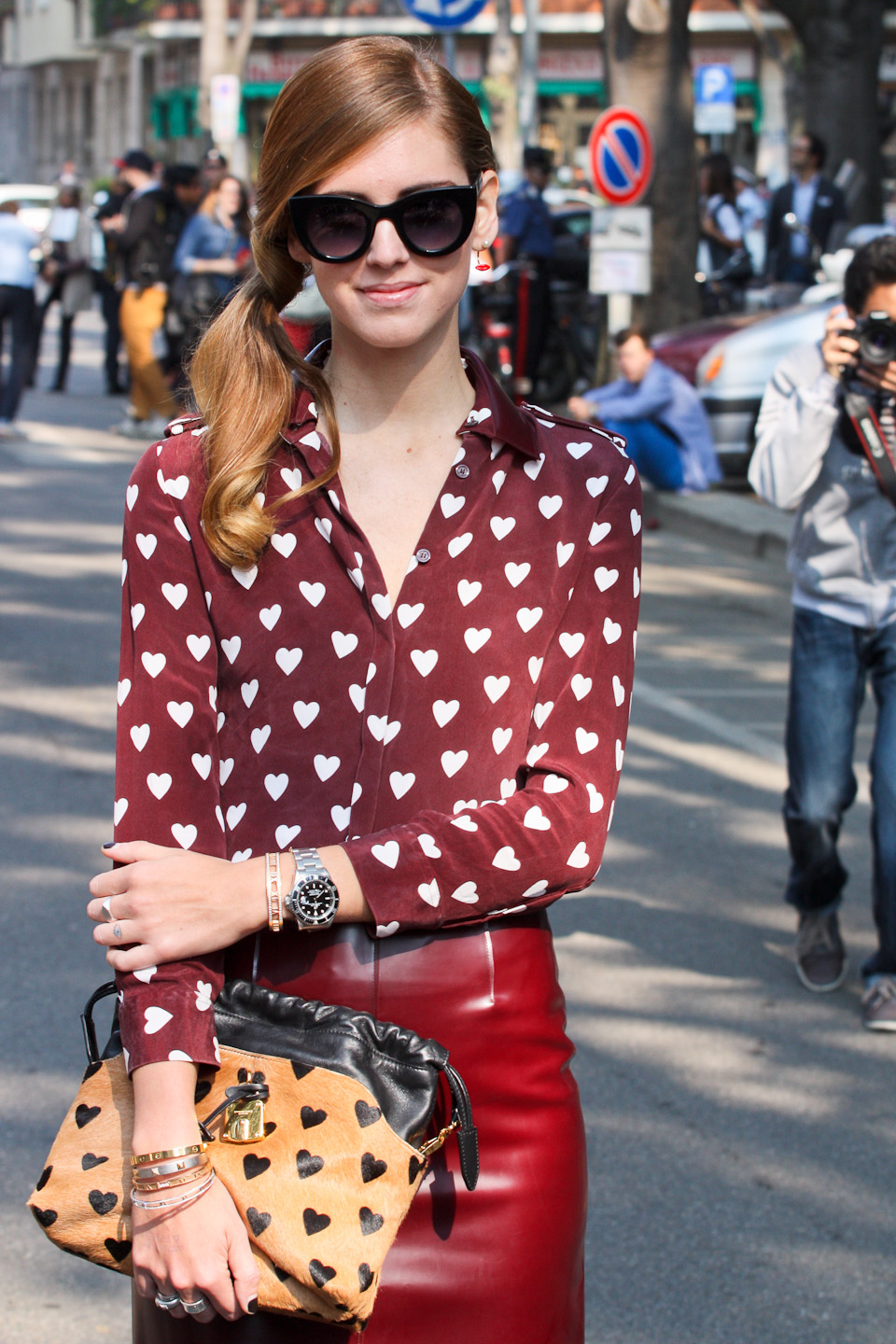
Chiara Ferragni, divatvlogger, nagyon eredeti szívecskés felsőben és táskával, aki a Vogue címlapján is szerepelt

Az egyik típusa, amikor más módon már ismertséget szerzett személyek jelennek meg a videóban. Van, aki magát menedzseli, van, aki egy céget vagy annak valamely termékét képvisel. Ez olyan, mint amikor egy cég leszerződtet egy színésznőt egy tévéreklámhoz, csak a felület és a tálalás más. A másik típus, amikor az ismeretlenségből felbukkanó személyek a youtuberek.
A youtuberek között bizonyos szakosodás figyelhető meg, de léteznek olyan vloggerek is, akik nem kifejezetten egyetlen témára fókuszálnak.
A Minecraft-youtuberek az ismert videójátékkal kapcsolatos bemutatókat tartanak, illetve a játék fejlesztésével vagy kisérőjelenségével kapcsolatos információkat osztanak meg. A célközönség itt a 6–14 éves korosztály.
A gamer-videós játékot mutat be. Céljuk, hogy megosszák saját tapasztalataikat egy-egy játékkal kapcsolatban, és megszerettessék ezeket a nézőkkel. A közösségi hatás erre az iparágra kifejezetten jellemző, és az ilyen Youtube videókat gyakrabban is kommentelik a nézők. A felmérések szerint a játékosok 95%-a megnézi a Youtube-on található játékteszteket, bemutatókat. A gamereknek több szintjük van: a legalsó szinten az van, aki csak bemutatja, hogyan megy végig egy saját maga által beszerzett játékon. A legfelső szint a "profi" gamer már játékokat tesztel, és kommentálja az észrevételeit. Ez utóbbiak már nem saját maguk vásárolják a játékokat, hanem a forgalmazók keresik meg, néha már a játék megjelenése előtt, előreklámot biztosítva az új terméküknek.
A tech-videósok egy új műszaki termékek tesztjeit végzik a kicsomagolástól kezdve a termék megjelenésének értékelésén át a működés módjáig, különös tekintettel annak felhasználóbarát voltára. Ezek a csatornák ma már emberek millióinak befolyásolják a véleményét egy-egy termékkel kapcsolatban. A világ 11 legnépszerűbb, 1,5–16,9 millió feliratkozóval rendelkező tech-videósa felvételeinek 2020 nyaráig mintegy 17 milliárd megteintése volt.
A vloggerek a video-bloggerek, azaz, akik olyan videókat készítenek, amelyek tartalmukban leginkább a blogokhoz hasonlítanak: személyes bejegyzések a vlogger életéről, gondolatairól, érdeklődési köréről. Hosszabb-rövidebb videók sorozata, melyek személyes kapcsolatot teremtenek a vlogot készítő és a nézői között.
A gasztrobloggerek a vlogerrek egy tematikus csoportja. Két formája van: a kritikus és az alkotó gasztroblogger. A kritikus gasztroblogger különböző vendéglátó egységektől rendeli meg az ételt, teszteli az étlapot és minősíti az ételt. Az alkotó gasztroblogger az étel hozzávalóinak beszerzésétől, az elkészítés fázisain át a végtermék elkészültéig dokumentálja a folyamatot, és azt megosztja a követőivel. A gasztrobloggerek és követőik szoros kapcsolatban állnak: éttermeket, ételeket ajánlanak egymásnak.
Az utazási vloggerek rövidebb-hosszabb útjaikról, vagy a külföldön élők az ottani élet különböző érdekességeiről mutatnak be videókat. Ezek a videók abban térnek el a korábbi hagyományos, utazási irodák által készített helyismertető videóktól, hogy nemcsak a közismert látványosságok ismerhetők meg, hanem a youtuber beleviszi saját személyes történetét is. Az utazási vlogokon belül különböző típusok figyelhetők meg: az utazó vlogok, amelyek megfilmesített blogok általában nagyon személyesek, természetes hatásúak, a valóságra fókuszálnak, és hasznos tippeket adnak arra vonatkozóan, hogy hol aludjunk, melyik éttermet válasszuk, milyen programokat látogassunk. Az idegenvezető vlogok olyan videók, amelyek már nemcsak személyes történeteken alapulnak hanem céljuk az is, hogy inspirálja az utazni vágyókat vagy segítsen nekik. A tematikus utazási vlogok ráfókuszálnak egy kiemelt témára az utazáson belül, mint például az utazási gasztronómiai vlogok vagy a helyi piacokat bemutató vlogok.
A divatvloggerek divattal foglalkoznak, sokan közülük az aktuális trendek vagy épp a divattörténelem mellett különböző cégektől rendelnek egyszerre több ruhát (haul) és azokat próbálják fel, értékelik. Divattanácsokat, öltözködési tanácsokat is adnak, például tippeket kapszulagardrób kialakításához, vagy az alkatnak megfelelő ruhadarabok kiválasztásához. Vannak közöttük amatőr divatszakértők, hobbiból divattal foglalkozók, de divattervezők is. Ismertebb divatvloggerek például Chiara Ferragni vagy Justine LeConte.
Az életmód vloggerek által megosztott tartalmak nagyon széles kört fednek le. Minden olyan tartalom ide sorolható, amely az egészséges életmódhoz, az énidő eltöltéséhez, a tudatos vásárláshoz, a mindennapi élethez kapcsolódik. A sport vloggerek körében a leggyakoribb az „edzős” videó, amelyben torna-, alakformáló- vagy jógagyakorlatokat mutatnak be; sokan súlymegőrzéshez vagy -csökkentéshez kapcsolódó táplálkozási tanácsokat adnak, de ide sorolhatók a „beauty” vloggerek is, akik szépségápolással, öltözködéssel kapcsolatos tippeket osztanak meg, ez utóbbiak gyakran szponzorált tartalommal. A „beauty” vloggerek Instagram- és Facebook-profilon is építik az általuk képviselt márkát. Szponzorált tartalom esetén az életmód vlogger esetében a legfontosabb a hitelesség, vagy legalább annak elhitetése, különben a követők elfordulnak tőle.

„Az interneten a legfontosabb dolog, hogy eredeti és hiteles legyél, hogy megbízzanak benned, hogy azok, akik megnéznek a YouTube-on, tényleg téged lássanak.”

– Jenna Marbles vlogger

## Magyarországon

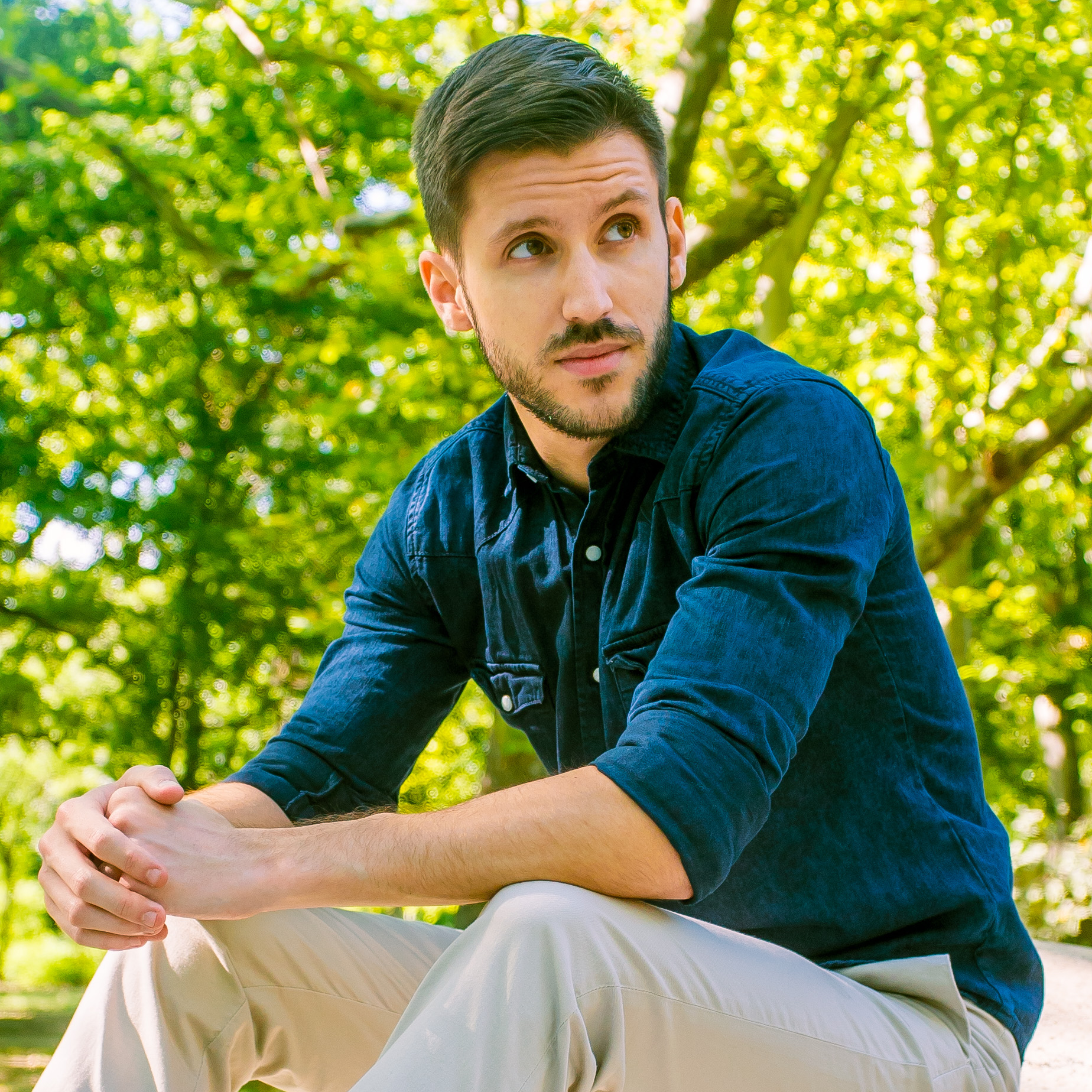
Dancsó Péter az egyik legismertebb magyar youtuber

### Az év youtubere díj
2017-ben és 2018-ban Videós Gálán különböző kategóriákban díjazták a legjobb youtubereket. A Star Network kezdeményezésére megrendezett gálán 2017-ben 9 kategóriában díjazták a jelölteket, akik közül a nyerteseket a közönség mellett hazánk ötven legtöbb követőjével rendelkező youtubere választhatta ki. Kiadták továbbá az év férfi és női felfedezettje díjat is. 2018-ban már szakmai zsűri és a közönség választhatta ki a díjazottakat 12 kategóriában.
A szavazás menete során, miután a top 50 magyar youtuber összeállította az általuk érdemesnek ítélt, kategóriánként 5–5 jelöltet felsorakoztató listát, a szervezők a videósok életét napi szinten követő rajongók, nézők és a szakmai zsűri véleményét is kikérték. A szavazás után az összesített pontszámból lett létrehozva a sorrend.
A videós gálák teljes egészében élőben voltak követhetők a YouTube felületén.

#### 2017
A 2017-es díjazottak kategóriák szerint:
A kategóriánkénti győztesek:
- Gaming: TheVR
- Humor: Radics Peti
- Vlog: Szalay Isti
- Életmód: Viszkok Fruzsi
- Film és animáció: JustVidman
- Utazás: Szirmai úr
- Ismeretterjesztő: CsChannel
- Tech: TheVR Tech
- Brand: KiKa Magyarország
- Az év férfi felfedezettje: BENIIPOWA
- Az év női felfedezettje: Polla Channel

#### 2018
Ebben az évben szakmai zsűri és a közönség döntött a 12 kategória győzteseiről:
- Az év legjobb szponzorációs díja: Pamkutya és a Telenor
- Tech kategória: A Hunboxing csapata
- A legjobb animáció: KerekMese
- Ismeretterjesztő kategória: CultureGeeks
- Életmód: Chloe From The Woods
- Az év felfedezettje: Tokár Tomi
- Film és sorozat: Hollywood Hírügynökség
- Humor: Videómánia
- Utazás: Magyarósi Csaba
- Közönségkedvenc kategória: Abosi „Barni” Barna
- Gaming kategória: Nessaj